# Восточный галаго
Восточный галаго (лат. Galago matschiei) — примат семейства галаговые.
Встречается в Бурунди, Демократической Республике Конго, Уганде и, возможно, в Руанде.
Видовое имя дано в честь немецкого зоолога Пауля Мачи (1861—1926).
Населяет все ярусы как первичных, так и вторичных тропических дождевых лесов, чаще встречаясь на нижних ярусах. Предпочитает заросли Parinari excelsa. Приносит потомство ежегодно. В помёте от одного до четырёх детёнышей.